# Hejnał Ustki
Hejnał Ustki – sygnał muzyczny, powstały w 2007 r. w wyniku plebiscytu na tenże, ogłoszonego przez burmistrza Jana Olecha.

## Historia
W 2007 r. miejsce miał plebiscyt na hejnał Ustki. Jury wybrało utwór Jacka Stańczyka, słupskiego nauczyciela, który skomponował również hejnały Słupska, Bytowa oraz Połańca. Znany jazzman zasiadający w jury, prof. Leszek Kułakowski powiedział, że „ten utwór ma wszystko, co powinien mieć hejnał”.
Pierwszy raz utwór wykonano na sesji Rady Miasta 8 listopada 2007 r.

## Odtwarzanie
Hejnał odtwarzany jest codziennie z wieży Ratusza o godzinie 12:00 i czasami w innych porach dnia. Bywa też używany podczas różnych uroczystości miejskich.